# نووی ییمراموو
نووی ییمراموو (به چکی: Nový Jimramov) یک منطقهٔ مسکونی در جمهوری چک است که در ناحیه ژدار ناد سازاووو واقع شده‌است. نووی ییمراموو ۴٫۲۴ کیلومتر مربع مساحت و ۶۴ نفر جمعیت دارد و ۵۳۸ متر بالاتر از سطح دریا واقع شده‌است.